# Seis Naciones M20 2008
El Seis Naciones M20 de 2008 fue la primera edición del torneo de rugby para menores de 20 años.
La selección de Inglaterra se coronó campeona por primera vez en categoría M20, y obteniendo el Grand Slam.

## Equipos participantes
- Selección juvenil de rugby de Escocia (Escocia M20)
- Selección juvenil de rugby de Francia (Francia M20)
- Selección juvenil de rugby de Gales (Gales M20)
- Selección juvenil de rugby de Inglaterra (Inglaterra M20)
- Selección juvenil de rugby de Irlanda (Irlanda M20)
- Selección juvenil de rugby de Italia (Italia M20)

## Posiciones
| Pos. | Equipo     | Encuentros | Encuentros | Encuentros | Encuentros | Tantos  | Tantos    | Tantos     | Puntos Totales |
| Pos. | Equipo     | jugados    | ganados    | empatados  | perdidos   | a favor | en contra | diferencia | Puntos Totales |
| ---- | ---------- | ---------- | ---------- | ---------- | ---------- | ------- | --------- | ---------- | -------------- |
| 1    | Inglaterra | 5          | 5          | 0          | 0          | 158     | 63        | +95        | 10             |
| 2    | Gales      | 5          | 4          | 0          | 1          | 106     | 73        | +33        | 8              |
| 3    | Francia    | 5          | 3          | 0          | 2          | 84      | 77        | +7         | 6              |
| 4    | Irlanda    | 5          | 2          | 0          | 3          | 56      | 90        | -24        | 4              |
| 5    | Italia     | 5          | 1          | 0          | 4          | 54      | 99        | -45        | 2              |
| 6    | Escocia    | 5          | 0          | 0          | 5          | 56      | 111       | -55        | 0              |

Nota: Se otorgan 2 puntos al equipo que gane un partido, 1 al que empate y 0 al que pierda

## Resultados

### Primera fecha
| 1 de febrero | Irlanda | 6 - 0 | Italia |  |  |

| 1 de febrero | Escocia | 6 - 12 | Francia |  |  |

| 1 de febrero | Inglaterra | 28 - 15 | Gales |  |  |

### Segunda fecha
| 8 de febrero | Francia | 24 - 13 | Irlanda |  |  |

| 8 de febrero | Gales | 27 - 10 | Escocia |  |  |

| 9 de febrero | Italia | 13 - 22 | Inglaterra |  |  |

### Tercera fecha
| 22 de febrero | Irlanda | 17 - 12 | Escocia |  |  |

| 22 de febrero | Gales | 33 - 13 | Italia |  |  |

| 22 de febrero | Francia | 6 - 24 | Inglaterra |  |  |

### Cuarta fecha
| 7 de marzo | Irlanda | 6 - 11 | Gales |  |  |

| 8 de marzo | Escocia | 15 - 41 | Inglaterra |  |  |

| 8 de marzo | Francia | 26 - 14 | Italia |  |  |

### Quinta fecha
| 14 de marzo | Gales | 20 - 16 | Francia |  |  |

| 14 de marzo | Inglaterra | 43 - 14 | Irlanda |  |  |

| 14 de marzo | Italia | 14 - 13 | Escocia |  |  |

| Bandera de Inglaterra |
| Campeón Inglaterra    |
| Primer título         |